# Renocera longipes
Renocera longipes är en tvåvingeart som först beskrevs av Friedrich Hermann Loew 1876.  Renocera longipes ingår i släktet Renocera och familjen kärrflugor. Inga underarter finns listade i Catalogue of Life.